# Калашников Петро Павлович
Петро Павлович Калашников (23 листопада 1909, Одеса, Російська імперія — 22 січня 1983, Одеса, СРСР) — радянський український футболіст та тренер, виступав на позиції нападника.

## Життєпис

### Ранні роки
Народився в Одесі. Футбольну кар'єру розпочав у 1923 році в складі аматорського одеського клубу «Канатчики», кольори якого захищав до 1924 року. З 1935 по 1929 року виступав в іншому аматорському одеському клубі, «Шкіртрест».

### До початку Радянсько-німецької війни
У 1930 році перейшов до аматорського на той час одеського «Динамо». З 1928 року «Динамо» стало однією з найсильніших команд міста. У сезоні 1933 року команда виграла чемпіонат Одеси. 26 березня 1936 року в Радянському Союзі було ухвалено рішення про проведення чемпіонату країни з футболу. Честь представляти Одесу випала на долю однієї з міських команд, «Динамо». Перший офіційний матч чемпіонату «Динамо» зіграло 24 травня 1936 року на полі стадіону імені Станіслава Косіора проти «Спартака» з Харкова та поступилося з рахунком 0:1. Достеменно не відомий точний склад команди у першому офіційному матчі в історії клубу, однак відомий список футболістів, які взяли участь у всьому чемпіонаті того сезону, який складався з семи матчів. Серед футболістів, які взяли участь у першості країни був і Петро Калашников(7 матчів, 5 голів). За підсумками чемпіонату «Динамо» посіло третє місце в турнірній таблиці групи «В» після ростовських «динамівців», що посіли перше місце, та бакинського «Будівельника», відповідно, друге. Петро Калашников забив п'ять м'ячів (як іЛеонід Орєхов), що стало найкращим результатом у клубі того сезону. Того ж року одеське «Динамо» взяло участь у першості УРСР. Почало з чвертьфіналу і дійшло до фіналу, де поступилося київському «Динамо» з рахунком 0:6. Того ж, 1936 року команда взяла участь й у першому розіграші Кубку СРСР. Динамівці почали з 1/32 фіналу, де перемогли київський «Більшовик» з рахунком 6:2. У першому матчі розіграшу кубку країни взяло участь дванадцять футболістів (11 у стартовому складі й один вийшов на заміну). Зокрема, у тому матчі на поле вийшов й Петро Калашников. У наступному раунді, 1/16 фіналу, довелося грати двічі: матч проти тбіліського «Локомотиву» було припинено за рахунку 2:2 через темряву. За два дні відбувся повторний матч, який закінчився перемогою одеситів з рахунком 4:3.
У третьому сезоні чемпіонату СРСР 1937 року динамівці посіли перше місце у групі «В», але через розширення кількості команд у групі «А» до 26-ти зуміли піднятися відразу у найвищий дивізіон чемпіонату. У сезоні 1938 року одесити посіли десяту сходинку, що дозволило їм залишитися в елітному дивізіоні (група «А» на наступний сезон скоротилася до 14 команд), але вже наступного 1939 року динамівці закінчили виступи на останньому, чотирнадцятому, місці і вилетіли до групи «Б». На початку 1940 року динамівські команди Одеси, Харкова, Ростова-на-Дону та Баку були розформовані наказом Центральної ради спортивного товариства. Всі гравці одеської команди перейшли до товариства «Харчовик», команда якого і взяла участь у черговій першості СРСР. Серед гравців, які перейшли до новоствореного клубу був й Петро Калашников.
Свій п'ятий сезон у чемпіонаті країни, 1941 року, одеська футбольна команда «Спартак» проводила у вищому дивізіоні. У середині лютого 1941 року відбулася ліквідація другого за силою футбольного дивізіону першості СРСР — Групи «Б». 20 березня трійка представників розформованого дивізіону — мінське «Динамо», одеський та харківський «Спартаки» — були переведені до Групи «А», збільшивши кількість її учасників до п'ятнадцяти. Передбачалося, що турнір триватиме з 27 квітня до 9 листопада, однак останні матчі відбулися 24 червня. Було відіграно сімдесят три гри з передбачених 210, кожна з команд відіграла від восьми до дванадцяти матчів із запланованих двадцяти восьми. Чемпіонат перервався через напад нацистської Німеччини на Радянський Союз у ході Другої світової війни 22 червня 1941 року. На момент припинення чемпіонату одеський «Спартак» знаходився на десятій позначці у турнірній таблиці, відігравши одинадцять матчів, з яких у трьох команда здобула перемогу, ще два звела у нічию, а у п'яти програла. Різниця м'ячів складала 16 забитих та 22 пропущених голів.

### У роки окупації
Під час воєнних дій у ході Німецько-радянської війни усі офіційні футбольні змагання були призупинені. Дехто з футболістів опинився в окупації. Серед тих футболістів, що залишилися в окупованій Одесі більшість пішло працювати на кінематографічний завод «Кінап», який у часи німецько-румунської влади у місті перекваліфікувався на ремонт автотранспорту. Серед футболістів, які там працювали був і Петро Калашников. Власником заводу під час окупації був російський емігрант, який вирішив повернутися на рідні землі й коли він дізнався, що на його підприємстві працюють відомі футболісти, вирішив заснувати свою виробничу команду, назвавши її «Глорія-Форд». Нова одеська команда грала здебільшого з військовими румунськими командами з найближчих румунських міст, а також з іншою новою одеською командою «Вікторія», куди згодом перейшли деякі її гравці. І якщо в румунських військовиків «Глорія-Форд» впевнено вигравала, з «Вікторією» в робітників «Кінапу» було справжнє футбольне дербі. Окрім того при німецько-румунській владі була відновлена збірна Одеси, яку відправили у турне по Румунії, де одеські футболісти відіграли декілька матчів з місцевими футбольними клубами.

### Завершення футбольної кар'єри
Після зайняття міста радянською армією у квітні 1944 року, всіх футболістів, які залишилися у місті об'єднали у команду «Динамо». Через те, що чемпіонат мав початися тільки наступного року футболісти мали достатньо часу на тренування та відновлення місцевого стадіону «Спартак».. Одним з гравців, які потрапили до цього клубу був Петро Калашников. У 1946 році він перейшов у «Харчовик». Той сезон став останнім у футбольній кар'єрі Петра.
У 1950-1960-их роках — тренував юнацькі команди Одеси, а з 1970 року й до останніх днів життя працював помічником директора центрального стадіону ЧМП.
Помер 22 січня 1983 року в Одесі.